# Internationaal filmfestival van Kerala
Het internationaal filmfestival van Kerala is een jaarlijks filmfestival in Trivandrum, de hoofdstad van de zuidelijke Indiase staat Kerala.
Het filmfestival telt tot de belangrijkste filmfestivals van India, samen met het internationaal filmfestival van India en het filmfestival van Kolkata. De internationale films zijn beperkt tot films uit Afrika, Azië en Latijns-Amerika. Naast het competitieve deel, worden bestaande films getoond.